# Люди блакитних річок
«Люди блакитних річок» — радянський художній фільм 1959 року режисера Андрія Апсолона. Вважається першим фільмом Туви, зйомки велися в Дзун-Хемчикському районі — в селі Бажин-Алаак, тодішньому центру радгоспу «Іскра», і в Тандинському районі — на річці Елегьост; в більшості ролей, а також епізодах і масових сценах знімалися майже всі актори тувинського театру.

## Сюжет
У рідну Туву повертається, вивчившись на інженера в Ленінграді, Мерген. У колгоспі зміни — будуються будинки, проводиться електрика. Але старі не збираються залишати юрти попри всі вмовляння й навіть погрози голови колгоспу Ельбека. Але навіть він не розуміє ідею Мергена побудувати новий міст. У село з великого міста не хоче повертатися друг Мергена Адар, хоча його тут чекає наречена Оюнмаа, що відкидає залицяння підлабузника Дажи. Руйнування старого моста бурхливою водною стихією призводить до перегляду селянами своїх поглядів. Адар, дізнавшись, що він потрібен на будівництві, на радість родичів, нареченої і друга приїжджає будувати нове життя на батьківщині.

## У ролях
- Петро Ніколаєв — Ельбек Албаанович, голова колгоспу
- Микола Олзей-Оол — старий 'Кавай-оол
- Найдан Гендунова — стара
- Максим Мунзук — Делгер
- Валентина Дагбаєва — Оюнмаа
- Жуспек Турсунов — Дажи
- Чилбак Мартай-оол — Мерген, інженер
- Віра Карпова — Катя, лікар
- Лакпа Сін-оол — Адар
- Олег Намдараа — Довуккай
- Єлубай Умурзаков — Кускельдей
- Георгій Черноволенко — Павло Кузьмич
- Віктор Кок-оол — Башке
- Олексій Чиргал-оол — лікар в лікарні
- Лім Су — епізод
- Кара-кис Мунзук — епізод
- Микола Кузьмін — епізод
- Тетяна Леннікова — епізод
- Долорес Столбова — епізод

## Знімальна група
- Режисер — Андрій Апсолон
- Сценаристи — О. Саган-Оол, С. Сариг-Оол, Леонід Соловйов
- Оператор — Музакір Шуруков
- Композитори — Надія Симонян, Олексій Чиргал-оол
- Художник — Олексій Федотов